# Tri-State
Tri-State è l'album di debutto del gruppo trance Inglese Above & Beyond, pubblicato il 6 marzo 2006

## Tracce
1. Tri-State – 4:09
2. Stealing Time (feat. Richard Bedford) – 7:11
3. World On Fire – 4:44
4. Air For Life – 7:27
5. Can't Sleep (feat. Carrie Skipper and Ashley Tomberlin) – 7:23
6. Hope – 4:28
7. Liquid Love (feat. Richard Bedford) – 6:42
8. In The Past – 2:28
9. Alone Tonight (feat. Richard Bedford) – 6:23
10. Good For Me (feat. Zoë Johnston) – 5:42
11. For All I Care – 5:50
12. Indonesia – 5:01
13. Home (feat. Hannah Thomas) – 7:12